# Districtul Eifelkreis Bitburg-Prüm
Districtul Eifelkreis Bitburg-Prüm este un district rural (în germană: Landkreis) din landul Renania-Palatinat, Germania.